# فرانسیسکا گیفای
فرانسیسکا گیفای (آلمانی: Franziska Giffey؛ زادهٔ ۳ مهٔ ۱۹۷۸) سیاست‌مدار آلمانی حزب سوسیال دموکرات است که از دسامبر سال ۲۰۲۱ به عنوان شهردار برلین خدمت کرده‌است. او پیش‌تر به عنوان وزیر امور خانواده، سالمندان، زنان و جوانان در دولت آنگلا مرکل از سال ۲۰۱۸ تا سال ۲۰۲۱ خدمت کرده‌است.
او نخستین شهردار زن پایتخت آلمان پس از وحدت آلمان است.